# Георгиевские церкви на Наволоке
Гео́ргиевские це́ркви на На́волоке — в прошлом комплекс православных храмов (тёплая церковь второй половины XVII века и холодная церковь начала XVIII века с колокольней) в Вологде, в историческом районе Заречье (ул. Гоголя, 1). Холодная церковь и колокольня уничтожены, остатки тёплой церкви — памятник архитектуры (категория охраны не установлена).

## Название

### Посвящение
Георгий Победоносец — христианский святой, великомученик, пострадавший во время правления императора Диоклетиана. Один из самых популярных святых на Руси с древних времен, почитался также под именем Юрия или Егория. В православии считается покровителем земледелия и скотоводства. 23 апреля (6 мая по новому стилю) и 26 ноября (9 декабря) известны соответственно как весенний и осенний Юрьев день. Небесный покровитель Москвы (как патрон её основателя Юрия Долгорукого), изображён на гербе города и с XVI века — на гербе России.

### Топоним «На́волок»
На́волок (на́волока) — в геологии, низменное место у берега, куда при разливах реки наносится много ила. Наволок — распространённый в России, особенно на Русском Севере, топоним и ойконим.
В Вологде Наволок — значительная часть прилежащей к левому берегу реки Вологды территории Заречья. Несколько ниже по течению реки, за Октябрьским мостом, находится церковь Димитрия Прилуцкого на Наволоке.

## История
Холодный храм был построен во второй половине XVII века. В клировых ведомостях точного указания на год возведения не содержалось. В 1844 году по причине малого количества прихожан церковь была превращена в домовую при Скулябинской богадельне, а все документы были переданы в Сретенскую церковь.
Постройка тёплой церкви относится к началу XVIII века.

## Архитектура и интерьеры
Комплекс Георгиевских церквей в прошлом — один из наиболее удачных и живописных архитектурных ансамблей города, выгодно расположенный у изгиба реки Вологды.

### Холодная церковь
Храм представлял собою четверик (основной кубический объём), окружённый галереей (при позднейших перестройках была почти полностью заложена). Стены были декорированы лопатками, которые членили фасады на четыре прясла, а вверху переходили в полукружия закомар. В XIX веке кровля была четырёхскатная.
Колокольня, примыкавшая к холодному храму, состояла из четверика, на который было поставлено два яруса глухих восьмериков, верхний из них был украшен шестиугольными и овальными окошечками. Следующий четвёртый ярус, также восьмиугольный, был открытым. Колокольня была покрыта куполом с люкарнами, на котором воздвигнут затейливой формы фонарь. Судя по барочному решению верхних ярусов и купола, они являются результатом позднейших перестроек колокольни, нижние этажи которой, вероятно, современны холодному храму. На колокольне имелись часы с боем (к началу XX века разобраны).
Фрески, напоминавшие фрески Софийского собора и покрывавшие сплошным ковром стены храма, были уничтожены в 1882—1887 году П. А. Белозеровым (родственником Н. И. Скулябина). На четырёх столпах были изображены угодники во весь рост.
В храме имелся богатый иконостас, многие иконы которого были поновлены и переписаны в конце XIX века. Из икон холодной церкви искусствовед Г. К. Лукомский отмечал: «икону Иоанна Предтечи, находящуюся справа от Царских врат, образ Смоленской Божией Матери. Далее в правом киоте правого столба — чудные иконы (из Белоозерского монастыря) Зосимы и Савватия».

### Тёплая церковь

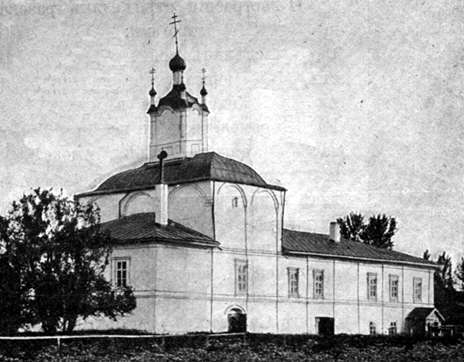
Тёплая Георгиевская церковь на фото не позднее 1914 г.

Тёплый храм состоял из широкого и короткого основного помещения, к которому примыкала длинная трапезная (план, напоминающий тёплую Владимирскую церковь). Фасады основной части были украшены барочными арочками, пилястрами и наличниками. Крыша в виде купола барочного профиля завершалась глухим фонарём, напоминающим миниатюрный пятиглавый храмик.
Снаружи на фасаде церкви была живопись (фреска), изображающая святого Георгия, уничтоженная купцом Н. М. Веденеевым.
Из тёплой церкви Георгия Победоносца происходит икона Софии Премудрости Божией, по словам Г. К. Лукомского, «прекрасной композиции, великолепных красок и несомненно писем XVI столетие; древняя икона Похвалы Пресвятой Богородицы интересная по композиции и деталировке растений; икона Всех Святых с чудесною красною краскою». Г. К. Лукомский также отметил «ампирные киоты приятных форм. Иконостас хорошего барочного выполнения, невелик, но очень красив, в нём чудесная икона Рождества Христова, отличная по тону, с изображением скал. В киоте у иконостаса прекрасная икона Георгия Великомученика (к сожалению, в новой ризе); новая риза и на иконе Смоленской Божьей Матери. Далее не плохи иконы: Преображения Господня, Входа в Иерусалим, Воскресения Господня», а также «уютную» входную дверь и «обработку распалубок красивою, орнаментального рисунка, лепкою».

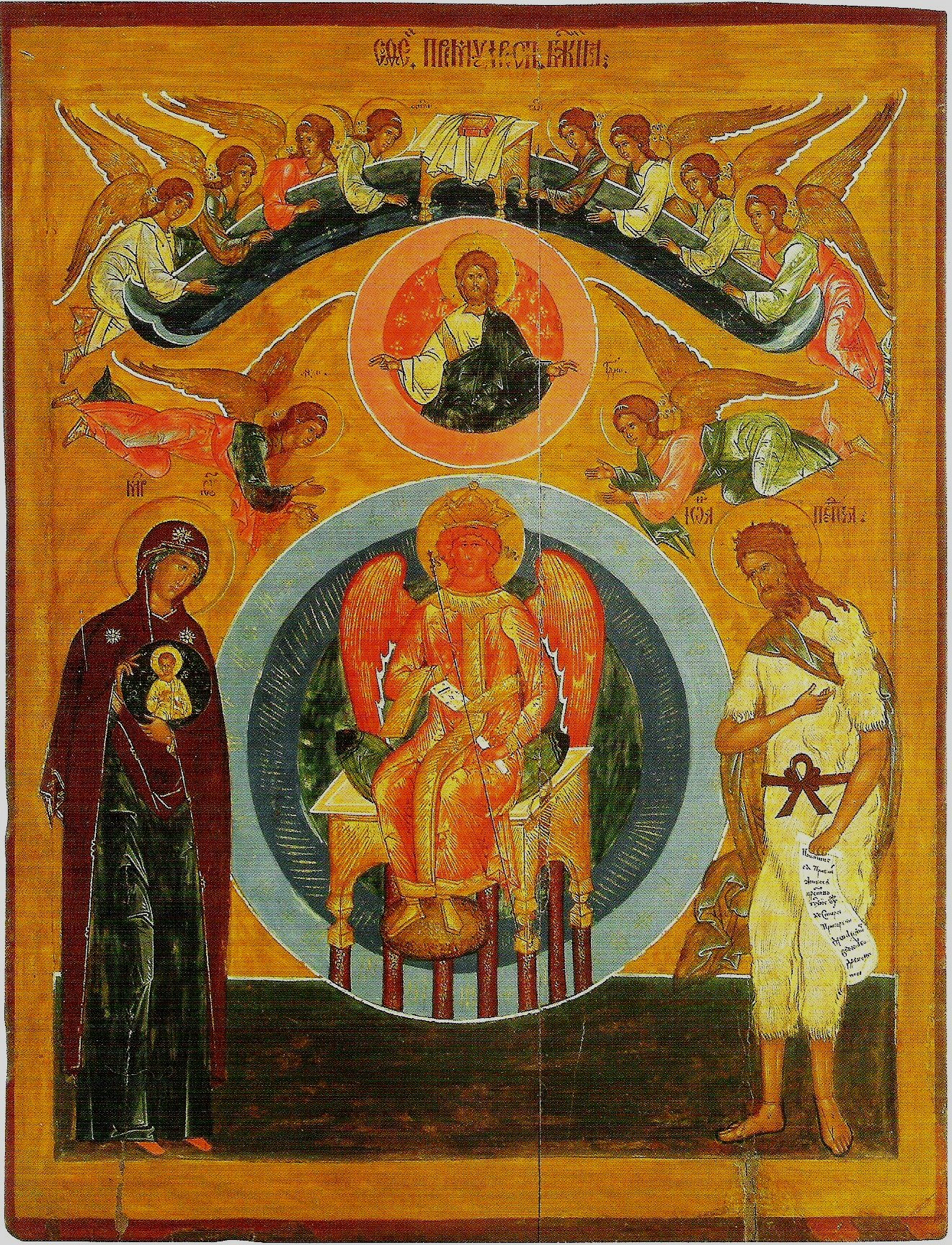
София Премудрость Божия, икона из тёплой Георгиевской церкви. Последняя треть XVI века. Вологда. ВГИАХМЗ
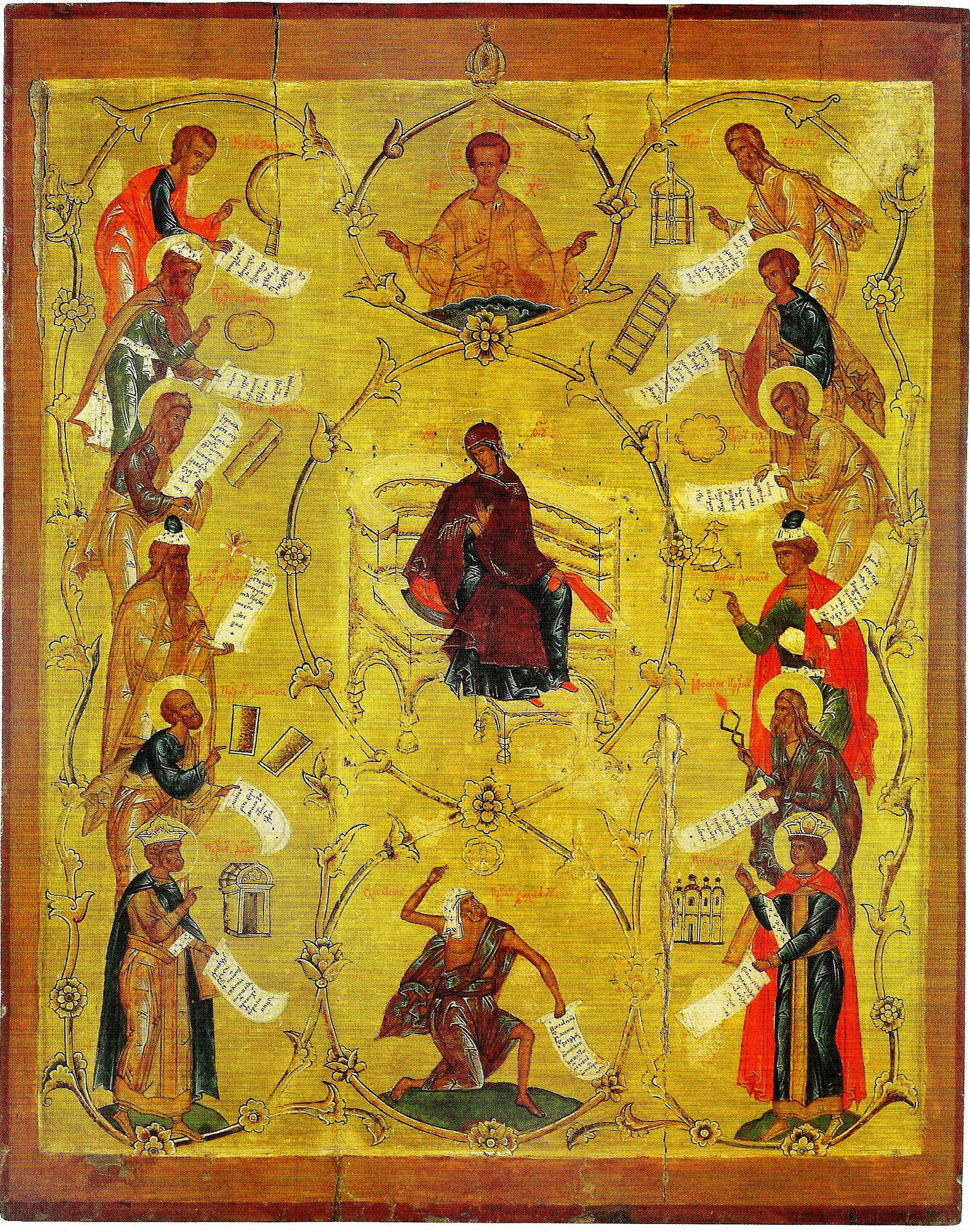
Похвала Богоматери, икона из тёплой Георгиевской церкви в Вологде. Последняя треть XVI века. Вологда. ВГИАХМЗ